# 썸타임즈 (음악 그룹)
썸타임즈는 2008년 1집 앨범 [좋은 일이 생길꺼야]로 데뷔한 대한민국의 음악 그룹이다.

## 음반
- 좋은 일이 생길꺼야 (2008)
- 그댄 내가 사는 이유입니다 (2012)